# Ton Pentre FC
Ton Pentre FC is een Welshe voetbalclub uit Ton Pentre en werd opgericht in 1935.
Toen in 1992 de League of Wales werd opgericht werd aan Ton Pentre gevraagd om medeoprichter te worden maar de club weigerde en verkoos om op eigen krachten de hoogste klasse te halen, dat werd al het volgende seizoen. Het eerste optreden in de League was meteen een schot in de roos en de club werd derde. Die plaats herhaalde ze het volgende jaar en dit keer zat er ook een Europees ticket aan vast, in de eerste editie van de Intertoto Cup. Daar kon de club echter geen potten breken en kreeg 16 goals binnen op vier wedstrijden en kon geen enkele keer scoren. Na de twee topprestaties eindigde de club onverwacht op een derde laatste plaats en ontsnapte net aan degradatie. Het volgende seizoen werd de club 18de op 21 en verkoos zelf om te degraderen. Het Europese avontuur bleek namelijk een hele aderlating geweest te zijn voor de club die nu bijna op de rand van het faillissement stond.

## Erelijst
Welsh Cup
Finalist: 1922
Welsh League Cup
Finalist: 1995

## Ton Pentre in Europa
- Groep = groepsfase

| Seizoen | Competitie    | Ronde        | Land                | Club                 | Score   |
| ------- | ------------- | ------------ | ------------------- | -------------------- | ------- |
| 1995    | Intertoto Cup | Groep 4      | Vlag van Nederland  | SC Heerenveen        | 0-7 (T) |
|         |               | Groep 4      | Vlag van Hongarije  | Békéscsabai Előre FC | 0-4 (U) |
|         |               | Groep 4      | Vlag van Portugal   | UD Leiria            | 0-3 (T) |
|         |               | Groep 4 (5e) | Vlag van Denemarken | Næstved BK           | 0-2 (U) |